# Вулиця Максима Берлинського
Ву́лиця Макси́ма Берли́нського — вулиця в Шевченківському районі міста Києва, місцевість Сирець. Пролягає від Ризької вулиці до вулиці Ольжича.
Прилучаються вулиці Щусєва, Юрія Глушка, Володимира Сальського.

## Історія
Виникла наприкінці 1940-х років, мала назву 882-а Нова вулиця, з 1953 року — Армавірська, на честь міста Армавір. Сучасна назва на честь Максима Берлинського, одного з перших дослідників історії Києва, археолога, педагога — з 1962 року.

## Забудова
Збереглась забудова початку 1950-х років, зокрема, типовий продуктовий магазин в садибі № 8.  На фронтоні громадської будівлі № 15 бетонним ліпленням вказана дата спорудження — 1953 рік. В сусідньому будинку була баня. Частина споруд зведена німецькими військовополоненими Сирецького табору.
У 1967 році переїхала в нове приміщення в будинку № 4 Бібліотека імені Івана Котляревського, заснована ще у 1951 році в садибі по вул. Вавилових, 18.

## Пам'ятники та меморіальні дошки
На будинках № 6 та № 27 встановлено анотаційні дошки, на честь історика Максима Берлинського, іменем якого названо вулицю. Дошки виготовлено з граніту (архітектор Валентина Шевченко), відкрито у лютому 1966 року.
Також біля будинку № 9, де раніше розташовувалося будівельне технічне училище № 24 (зараз тут Державна науково-педагогічна бібліотека України), у 1959 році було встановлено пам'ятник В. І. Леніну, у 1991 році він був демонтований.

## Пам'ятки історії
- буд. № 12 — Інститут гематології та трансфузіології, де у 1967–1970 і в 1984–1990 роках працював директор інституту, ректор Київського медичного інституту, член-кореспондент АН УРСР Семен Лаврик.

## Зображення

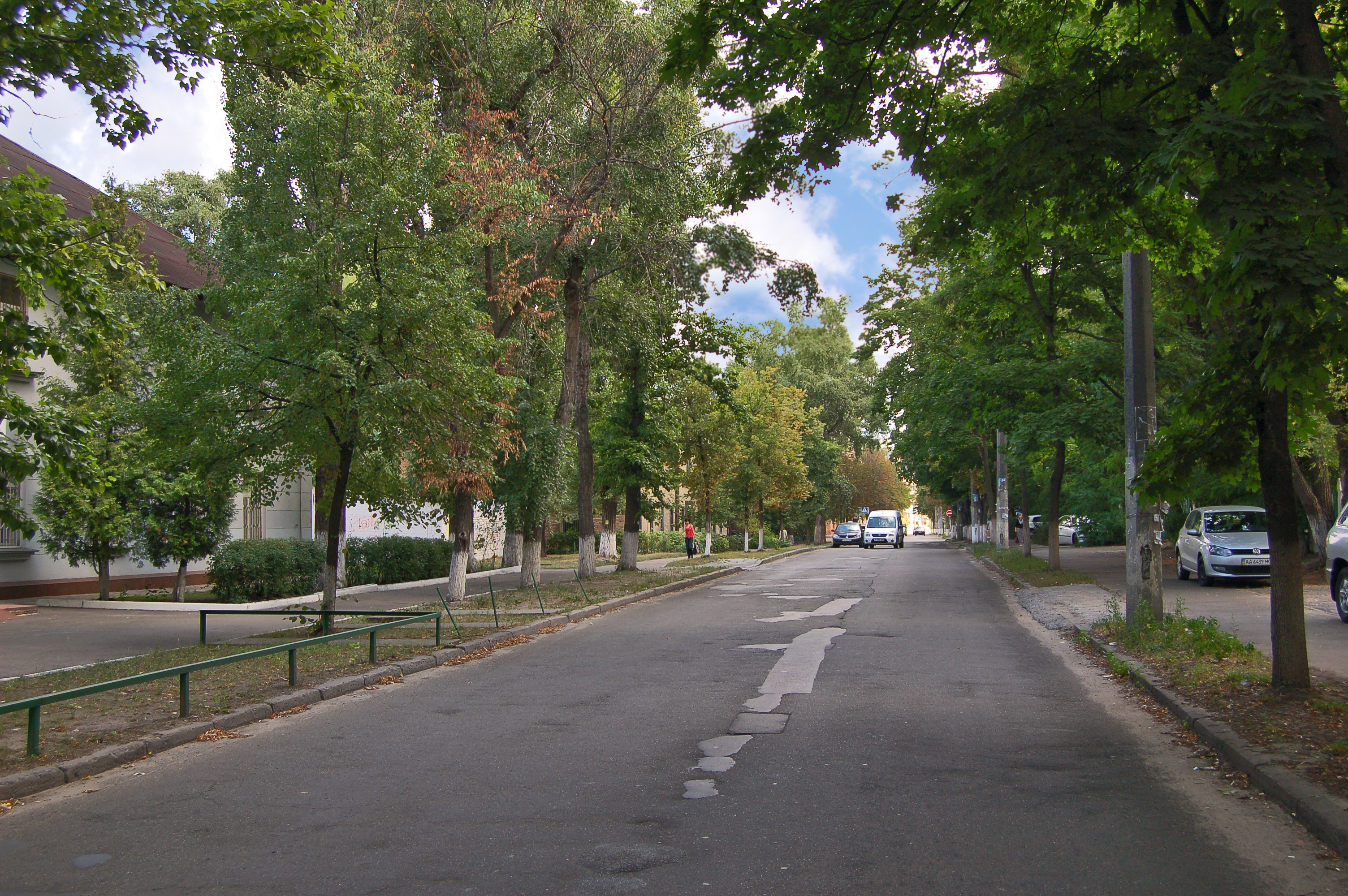
Поблизу перехрестя з вулицею Щусєва
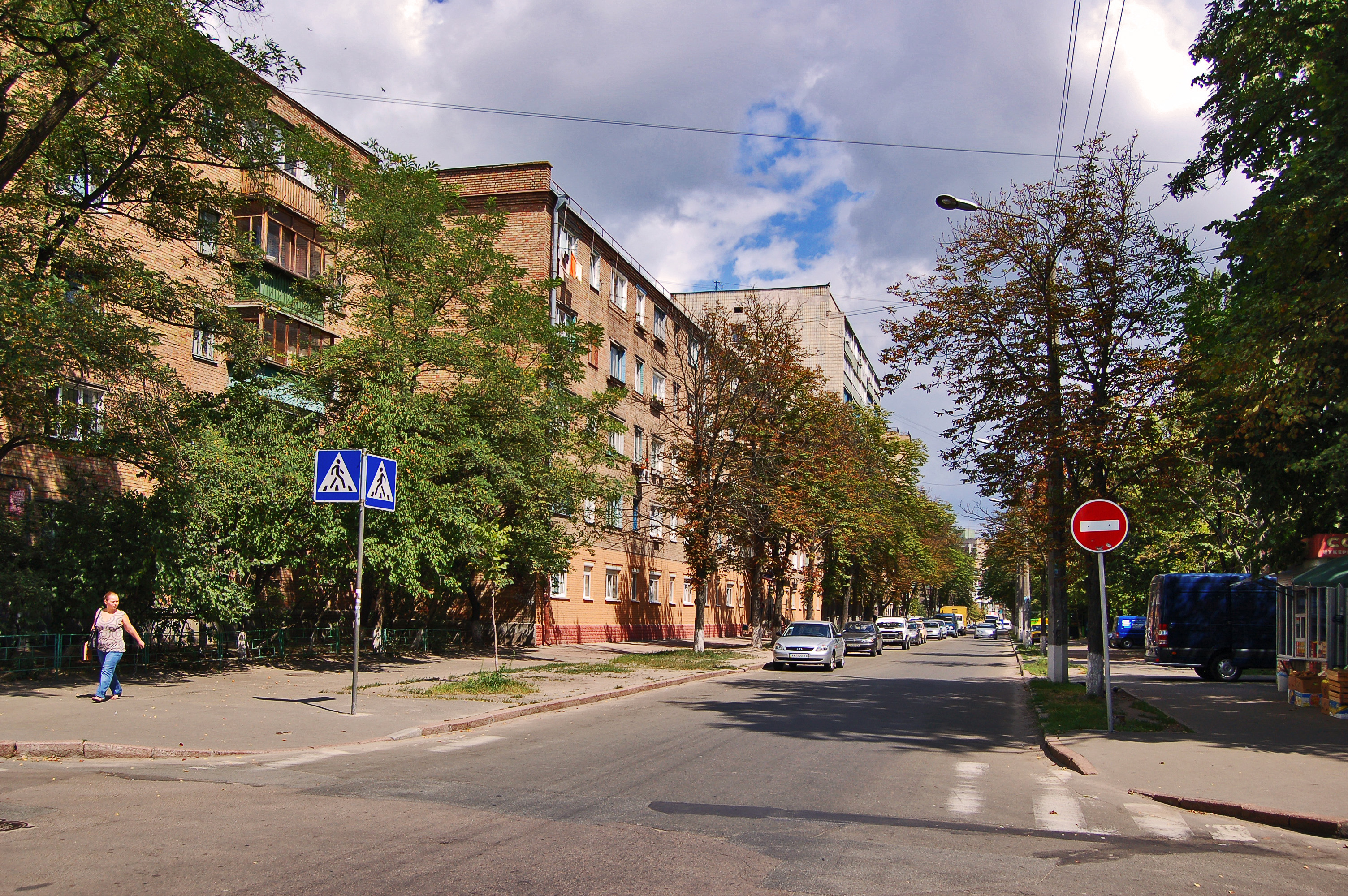
Поблизу перехрестя з вулицею Юрія Глушка
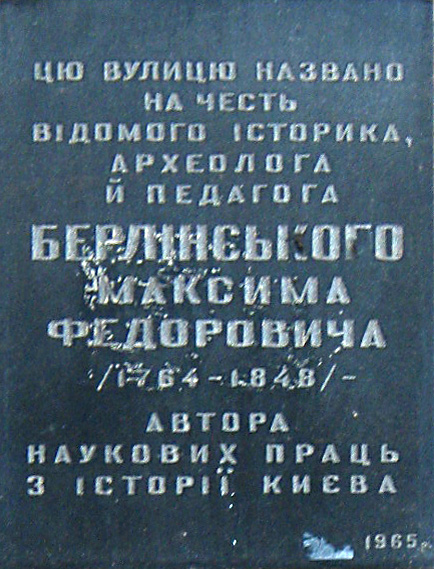
Анотаційна дошка на будинку № 6
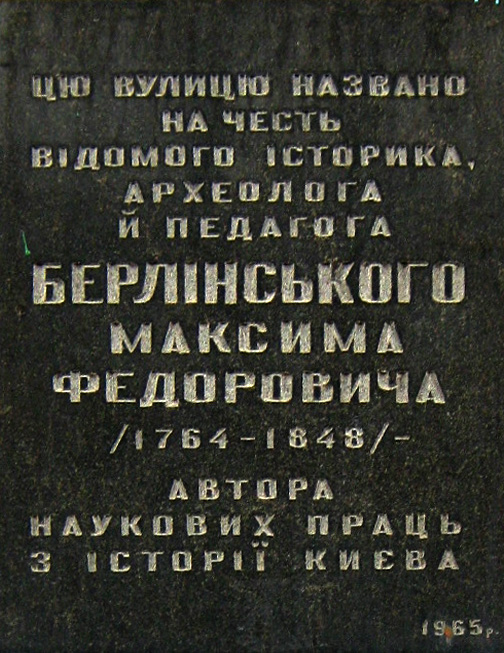
Анотаційна дошка на будинку № 27
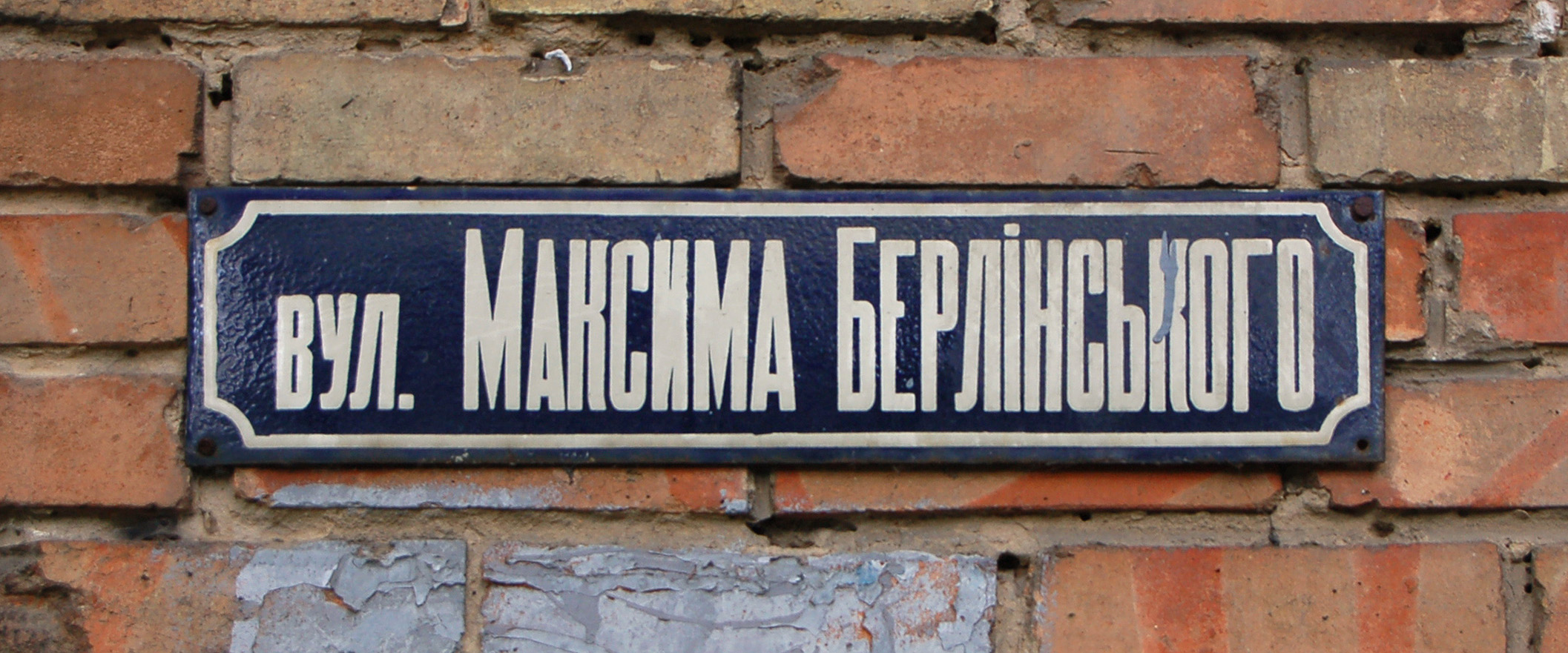
Стара адресна табличка